# Shamattawa 1
Shamattawa 1 är ett reservat i Kanada.   Det ligger i provinsen Manitoba, i den östra delen av landet, 1 600 km nordväst om huvudstaden Ottawa.
Omgivningarna runt Shamattawa 1 är i huvudsak ett öppet busklandskap. Runt Shamattawa 1 är det glesbefolkat, med 16 invånare per kvadratkilometer.